# Цигаре
Цигаре е моден атрибут, приспособление за пушене на цигари, използвано в периода 1910 - 1970 година. Представлява тънка тръбичка, в единия край на която се вкарва част от цигарата и се смуче от другия край. Идеята е цигарата да не докосва устните и да не влиза тютюн в устата. В началото най-често се изработва от сребро, след това заменено от бакелит и най-накрая от пластмаса. Някои по-скъпи модели са изработени от кехлибар или слонова кост. Много често цигарето се използва в комбинация с табакера и запалка. То е особено популярно сред жените от висшата класа по време на бел епок и известно време след това.
През 1960-те са изобретени цигарите с филтър което постепенно води до излизане от употреба на цигарето. В наши дни то е популярно в Япония. На мода са и електронните цигари и електронните цигарета.